# البحرية الإسلامية في عهد الخلافة الراشدة

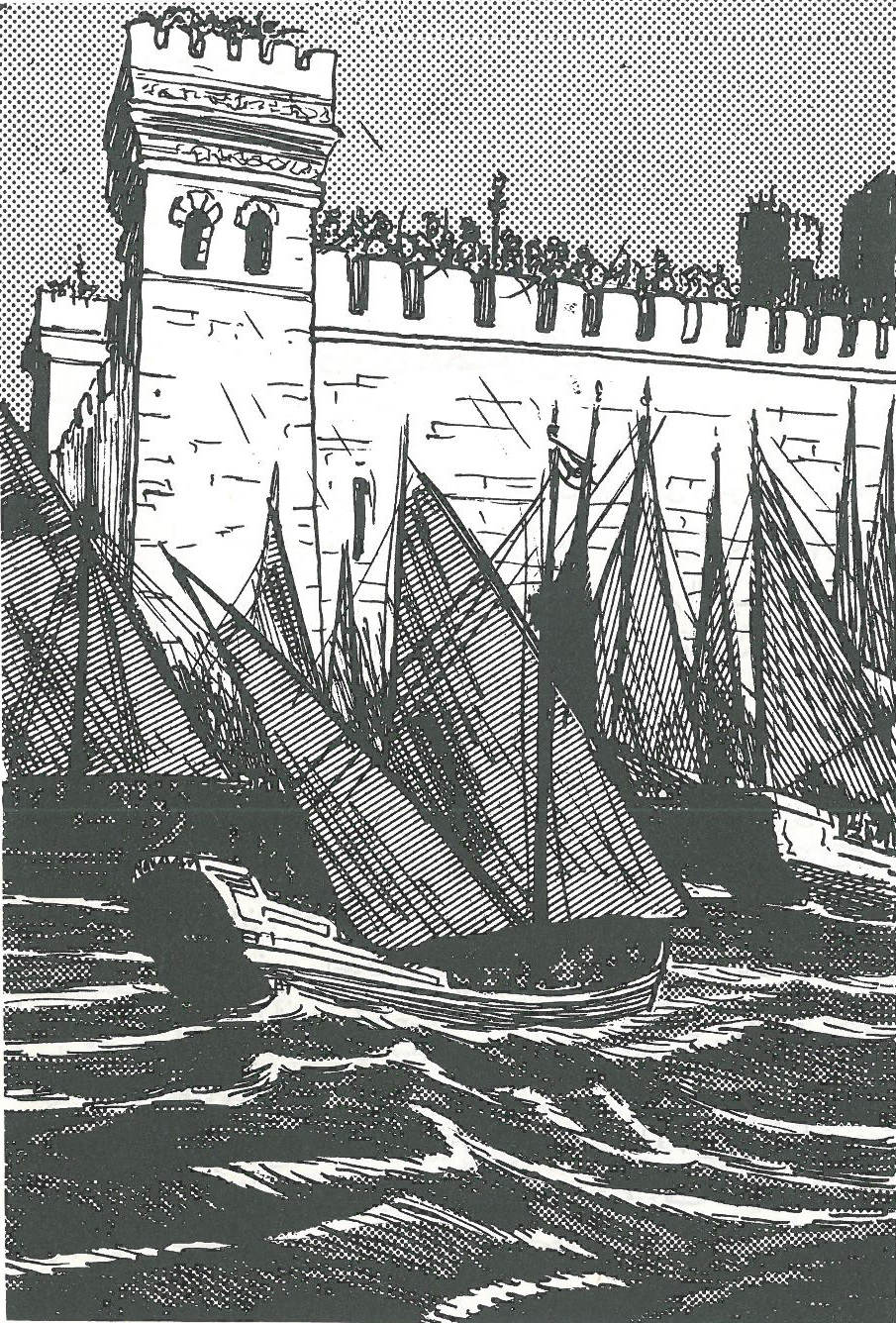
صورة ممسوحة ضوئيا لمعركة ذات الصواري من كتاب تاريخنا بأصول قصصية لأكرم زعيتر (1909 - 1996) ودرويش المقدادي (1898 - 1961) الذي نُشر لأول مرة في العراق سنة 1354 هجرية (1935).

تعتبر البحرية الإسلامية في عهد الخلافة الراشدة (632-661) واحدة من أهم الفترات في تطور القوة البحرية في التاريخ الإسلامي. شهدت هذه الفترة إنشاء أسطول بحري قوي يعزز من قدرة الدولة الإسلامية على حماية سواحلها وتوسيع نفوذها وتأمين طرق التجارة البحرية.
تأسست البحرية الإسلامية كاستجابة لاحتياجات الخلافة في مواجهة التحديات العسكرية من الإمبراطوريات المجاورة مثل الإمبراطورية البيزنطية والفارسية. وقد ساهمت الحملات البحرية في فتح أراض جديدة مما أتاح للدولة الإسلامية السيطرة على مناطق استراتيجية على البحر الأبيض المتوسط والبحر الأحمر.

## البحرية في عهد الرسول محمد وأبي بكر الصديق
ولد سيدنا محمد في مكة المكرمة وظهر الإسلام في أرض شبه الجزيرة العربية بين البحار والمحيطات وأمة كان لها حظ بين الأمم عرفت البحر وأهواله واستخرجت من مكنوناته الكثير وثرواته، ومن ثم تسلسلت البحرية الإسلامية بمعرفة تراكمية بدأت من الحياة البحرية للعرب في الجاهلية، وتولدت النواة الأولى للبحرية الإسلامية في عهد سيدنا محمد ثم تعاونت أمم العرب والعجم على النهوض بعبء الحضارة الإسلامية وتكاتفت على حمل الرسالة للعالم أجمع.
شرف البحر بحمل الرسالة حينما عرفت الهجرة بالدين والفرار من أعداء الدين والمعتقد، فكانت أول هجرة في الإسلام أمر فيها الرسول محمد لأصحابه كانت إلى الحبشة في السنة الخامسة من بعد البعثة، وكان البحر طريقها، والسفينة وسيلتها، يوم كانت بلاد الحبشة أرض الهجرة الأولى للمسلمين، وقد اشتد بهم الأذى في مكة، فسافرت منهم طائفة إلى الحبشة في سفينة اخترقت بهم البحر الأحمر. وذكر الطبري أن أرض الحبشة كانت متجرا لقريش يتجرون فيها ويجدون فيها رفاها من الرزق، وأمنا ومتجرا حسنا. فخرج الذين هاجروا الهجرة الأولى سرا إلى الشعيبة ووافق وصولهم مجيئ سفينتين للتجار فحملوهم فيهما إلى أرض الحبشة بنصف دينار، وخرجت قريش خلفهم حتى جاءوا البحر فلم يدركوا منهم أحدا.
ومما سبق يمكن القول إن العرب في الجاهلية وصدر الإسلام كانوا على دراية وعلم بالبحر وركوبه وإلا لما اتجه الصحابة إلى موقع الشعيبة ولحقت بهم قريش ويبدو أن الشعيبة ما هي إلا ميناء على البحر الاحمر ومنفذا بحريا إلى أفريقيا كان يتردد إليها أهل الحجاز للتجارة مع أفريقيا.
بلغ عدد الصحابة في الهجرة الأولى أحد عشر رجلا وأربع نسوة، فكان أول من خرج من المسلمين من بني أمية بن عبد شمس بن عبد مناف عثمان بن عفان ومعه امرأته رقية بنت رسول الله.
في حين وجهت قريش عمرو بن العاص وعبد الله بن أبي ربيعة إلى النجاشي، مع هدايا كثيرة له ولبطارقته ليستردوا المهاجرين فلم يصلا إلى أمل قومهما من النجاشي.
وتذكر المصادر أن النجاشي ملك الحبشة، كان قد حمل هؤلاء المهاجرين في رحلة العودة على سفينتين من سفن الحبشة، ويبدو أن تلك السفن كانت صغيرة ومكشوفة، ولم تكن تتسع لعدد كبير من المسافرين، وأن حركة المسافرين داخلها كانت تؤثر فيها. فروي أن جعفر بن ابي طالب أحد المهاجرين، سأل رسول الله عن كيفية الصلاة في السفينة عند ركوب البحر فأجابه: "صل قائما إلا أن تخاف الغرق، أو أن يصلي قائما إلا أن يضر بأهلها". وقد صلى أنس بن مالك في السفينة جالسا.
ومضت غزوات الرسول وسراياه البرية التي لم تخرج إلى البحر، ولم تتعدى بلاد العرب في شبه الجزيرة العربية وتعدتها إلى الشام الطريق البري الذي ابتدأ رسول الله يسلكه بنفسه من غزوة تبوك في شمال شبه الجزيرة العربية وجنوب الشام.
ونتيجة لغزوة تبوك وعلى إثرها صالح الرسول سكان أيلة فقد أتاه يحنة بن رؤبة صاحب أيلة، فصالحه على أن يدفع للمسلمين الجزية ويستدل من كتاب الصلح لأهل أيلة إدراك الرسول للأهمية البحرية لمدينة أيلة ولأهمية البحر، فمنح سكانها الأمان وحرية التنقل بكتاب الأمان الذي نصه: "هذا أمان من الله ومحمد النبي رسول الله ليحنة بن رؤية واهل آيلة لسفنهم في البر والبحر، لهم ذمة الله وذمة محمد رسول الله ولمن كان معه من أهل الشام وأهل اليمن وأهل البحر، ومن أحدث حدثا فإنه لا يحول ماله دون نفسه، وأنه طيب لمن أخذه من الناس، وإنه لا يحل أن يمنعوا ماء يريدونه، ولا طريقا يريدونه من بر أو بحر".
وتابع الخليفة أبو بكر الصديق المسيرة بالفتوحات الإسلامية في بلاد الشام وفارس وبقيت الفتوحات برية وإن اجتازت أرض العراق وبقيت البحرية فيها محدودة.
وترجع أول غزوة بحرية إسلامية إلى عهد أبي بكر الصديق، أثناء حروب الردة، فقد قام أبو بكر بتكليف العلاء بن الحضرمي يقمع ردة أهل البحرين، ويذكر أن العلاء كتب إلى من ثبت إسلامه من بكر بن وائل من أهل البحرين يأمرهم بالقعود للمنهزمين والمرتدين، وندب الناس إلى دارين فاقتحموا البحر إلى دارين واقتتلوا قتال شديدا فظفر المسلمون وانهزم المشركون.
وصفوة القول إن اتساع رقعة الدولة الإسلامية في عهد الخليفة أبي بكر الصديق مهد للاحتكاك بالإمبراطوريات المجاورة كاليونان وقرطاجة والروم في البحر الأبيض المتوسط وغيره والفرس في المحيط الهندي والتي كانت تحكم سيطرتها على البحار المطلة على أراضي وأمصار الدولة الإسلامية، وأصبح لزاما على المسلمين أن يركبوا البحر لخوض غمار الدفاع والهجوم لنشر الدين والسعي في مناكب الدنيا.

## البحرية في عهد الخليفة عمر بن الخطاب
حين أفضت الخلافة لعمر بن الخطاب الخليفة الثاني لرسول الله واتسعت الفتوح وتعددت المسالك ففتحت بلاد الشام والعراق ومصر واصطبغت المنطقة بالصبغة الإسلامية والعربية بعد أن عملت بهم القوى الطامعة ما عملت من تفريق واختلافات فالغساسنة على سبيل المثال يدورون في فلك الروم في حين نجد أن المناذرة يدورون في فلك الفرس وهو ما عرف في التاريخ بالممالك الصامتة أو العازلة، فقد كانت مملكتي المناذرة والغساسنة تمثل منطقة عازلة بين الروم والفرس وسرعان ما تدور رحى الحرب بين الطرفين في حال كان هناك نزاع بين الروم والفرس، وتضع الحرب أوزارها حين تصفو العلاقات بين الروم والفرس.
بالمحصلة انتشر الإسلام في بلاد العرب، وبلغت فتوحاتهم السواحل المحيطة بهم. أظهر بعضهم ميلا إلى ركوب البحر، ولم يكن ميلهم سوى امتداد للنفوذ الذي دأب عليه العرب في الجاهلية منذ أقدم العصور، ولكون حدود الدولة أصبح متاخما لحدود دول ألفت البحر وكان لها سيادة على البحار، فبدا يطفو على السطح قرارات للخليفة أولها التردد ثم ظهر الحوار، ثم آل الأمر للمحاولات التي كتب لها النجاح في عهد الخليفة عمر بن الخطاب.
بداية الأمر كانت المعارضة الشديدة من الخليفة وذلك لشدة حذره على المسلمين، ولما كان يعلم من ضعف استعدادهم يومئذ بالنسبة إلى أعدائهم الذين كانت بيدهم أهم القواعد البحرية، فكان يرى من الجرأة المذمومة أن يغرر بالمسلمين تغريرا قد يحتمل سوء مغبته، وهو الراعي لرعيته المسؤول عنها الحريص على كل مسلم أن لا يصاب.
فكرة ركوب البحر لغايات الغزو والحرب اضطلع بها صحابيان من عمال الخليفة عمر بن الخطاب، هما العلاء بن الحضرمي عامل البحرين على المحيط الهندي، ومعاوية بن أبي سفيان عامل الشام على البحر الأبيض المتوسط.
أما العلاء بن الحضرمي في البحرين فيذكر أن عثمان بن العاص الثقفي سبقه إلى البحر. فقد أبحر من عمان في غارة جريئة على سواحل الهند عند (تانة) بالقرب من بومباي على الساحل الهندي، كما اتجه أخوه إلى خور (الديبل) عند مصب نهر السند، وحينما رجع عثمان من تانه كتب إلى الخليفة عمر يعلمه بذلك، فكتب إليه الخليفة: "يا أخا ثقيف حملت دودا على عود واني أحلف لو أصيبوا لأخذت من قومك مثلهم.
وتشير المصادر إلى أن عامل البحرين العلاء بن الحضرمي، قام إبان الفتح الإسلامي لبلاد فارس بحملة سنة (17هـ / 639م). استهدفت مقاطعة اصطخر. ولم تحقق هذه الحملة الأهداف التي اعدت من أجلها، إذ واجهت مقاومة عنيفة من قبل الفرس، مما اضطرها لطلب المعونة من الجيش الإسلامي في العراق، لا سيما بعد أن فقدت هذه الحملة كل سفنها ذلك أن والي البحرين جهز الحملة وعبر بها إلى ساحل فارس، وتوغل في البر الفارسي فحال الفرس بين المسلمين وسفنهم وحطموها، فعادت الحملة برا عن طريق البصرة، بعد معارك شديدة مع الفرس. فلما بلغ الخليفة ما صنعه العلاء بن الحضرمي غضب وعزله عن منصبه.
ويظهر أن العلاء بن الحضرمي كان يسابق سعد بن ابي وقاص في العمل والجد والاجتهاد للصالح العام للمسلمين، ويبدو أن العلاء كان يفخر بدوره في حروب الردة فعندما اشتهر أمر سعد بن ابي وقاص بعد الانتصار الكبير في معركة القادسية، واراد العلاء أن يقدم شيئا مهما جديدا، فقام بندب أهل البحرين إلى فارس دون تقدير للنتائج، وعندما فشلت الحملة عزله الخليفة وتوعده وأمره بأثقل الأشياء عليه وأبغض الوجوه إليه بتأمير سعد عليه، فأمره بأن يلتحق بسعد بن أبي وقاص جنديا تحت إمرته.
إن الوقت الذي غزا بها العلاء بن الحضرمي وركب البحر غازيا، كان وقت فتوح ونشر للدين، إلا أنه يبدو أن الخليفة كان غضبه أن العلاء قام بالغزوة دون أخذ الإذن منه، ثم أنه معروف عن الخليفة كان يكره ركوب البحر لعلمه بقدرات المسلمين وخبراتهم المتواضعة.
وبعد تحدثنا فيما سبق عن البحرية في الجبهة الشرقية للدولة الإسلامية في بلاد فارس، وتبين أن الخليفة عمر بن الخطاب لم يأذن للمسلمين بركوب البحر، أما عن الجبهة الشمالية والغربية في بلاد الشام ومصر فقد طلب معاوية بن أبي سفيان، إذ كان معاوية يشغل وقتئذ والى الشام من الخليفة عمر بن الخطاب، والح عليه بالطلب مرارا وتكرارا بغزو بلاد الروم بحرا لقربها من الثغور الإسلامية، حينها هذا الاصرار من معاوية بعث الخليفة عمر بن الخطاب إلى والي مصر عمر بن العاص أن يصف له البحر وراكبه على اعتبار ان مصر من الامم التي عرفت ومارست ركوب البحر من زمن بعيد، كما عرفت أخطاره من زمن الفراعنة، فكان رد عمرو بن العاص أن كتب يقول: "يا أمير المؤمنين، إني رأيت البحر خلقا كبيرا يركبه خلق صغير ليس إلا السماء والماء، إن ركد أحزن القلوب، وإن ثار أزاغ العقول، يزداد فيه اليقين قلة والشك كثره، هم فيه كدود على عود، إن مال غرق، وإن نجا برق".
فلما جاء كتاب عمرو بن العاص للخليفة عمر بن الخطاب كتب إلى معاوية بن ابي سفيان في الشام يمنعه من ركوب البحر قائلا: "لا والذي بعث محمدا بالحق لا احمل فيه مسلما ابدا. انا سمعنا ان بحر الشام يشرف على أطول شيء على الأرض، يستأذن الله في كل يوم وليلة أن يفيض على الأرض فيغرقها، فكيف أحمل الجنود في هذا الكافر المستصعب، وتالله المسلم أحب إلي مما حوت الروم، فإياك أن تعرض وقد تقدمت اليك، وقد علمت ما لقي العلاء مني ولم أتقدم إليه في مثل ذلك.
الخليفة عمر بن الخطاب حينما أرسل لعمرو بن العاص يطلب وصفا وتعريفا للبحر يكون على علم واطلاع واسع بأبعاد محاذيره، كما كان هدفه اتخاذ قرار أن يركب المسلمون البحر من عدمه، وجاء الرد في كلمات دقيقة محملة بالرسائل، جعلت الخليفة يحجم عن اتخاذ قرار ارسال أمته عبر البحر.
رد عمرو بن العاص يكشف عن مدى عمق فهمه الرسالة الخليفة، فكان رده حكمة، تحول إلى درس وعبرة: "الناس فيه دود على عود...".
المهم في الأمر أيضا أن معاوية بن أبي سفيان سكت عن الحاجه بقية الخلافة العمرية.
من المعروف أن الخليفة عمر بن الخطاب اهتم بالبحر وشؤونه، ولهذا فقد خصص للبحر عاملا خاصا به كانت مهمته تتعلق بكل ما يخص البحر، فقد روى أبو يوسف قال: حدثني الحسن بن عمارة عن عمرو بن دينار عن طاووس عن عبد الله بن عباس أن عمر بن الخطاب استعمل يعلي بن أمية على البحر، فكتب إليه في عنبرة وجدها على الساحل يسأله عنها وعما فيها، فكتب إليه عمر: "إنه سيب من سيب الله، فيها وفيما أخرج الله جل ثناؤه من البحر الخمس، قال وقال عبد الله بن عباس: وذلكم رأيي القاضي".
والواقع أن الخليفة عمر بن الخطاب لم يحجم عن ركوب البحر لعدم معرفته بالبحر أو جهله، فالخليفة هو العربي المكي المسلم الذي اشتغل بالتجارة، وعاش في مكة مجاورا للبحر الأحمر، وقرأ القرآن الكريم وتدبر آياته وسوره بما تضمنته من إشارات كثيرة إلى البحر وسفنه.
فعدم سماح عمر بن الخطاب بركوب البحر ربما يفسر بعدة عوامل أو مبررات أهمها أن سياسية في هذه المدة الحرجة من تاريخ الدولة تمثل استمرارا لسياسته البرية في الفتوح، والتي تتلخص في التريث في الفتوحات الإسلامية، ريثما يتمكن المسلمون من البلاد المفتوحة لاسيما وأن هناك شعوب غير عربية دخلت الإسلام والأصل أن يمل على صهر هذه الشعوب في بوتقة الدين.
ولذلك فقد نهى عمر بن الخطاب عن استمرارية الفتوحات وتلاحقها في بلاد فارس بعد معركة القادسية، فعندما كتب سعد بن أبي وقاص إلى عمر بما فتح الله على المسلمين في القادسية، كتب إليه عمر: "أن قف، ولا تطلبوا غير ذلك". فكتب إليه سعد أيضا: "إنما هي سرية أدركناها وأرض بين أيدينا"، فكتب له عمر: "أن قف مكانك ولا تتبعهم واتخذ للمسلمين دار هجرة ومنزل جهاد، ولا تجعل بيني وبين المسلمين بحرا"، فنزل سعد بالناس الأنبار.
وتظهر سياسة التريث هذه من خلال ظهور نوع من العلاقات السلمية أو الدبلوماسية - إن جاز التعبير - مع بيزنطة. فقد ترك ملك الروم الغزو وكاتب عمر وقاربه، وسأله عن كلمة يجتمع فيها العلم كله، بكتب إليه: "أحب للناس ما تحب لنفسك واكره لهم ما تكره لها، تجتمع لك الحكمة كلها، واعتبر الناس بما يليك تجتمع لك المعرفة كلها".
ومن الأسباب التي دفعت عمر بن الخطاب للعزوف عن ركوب البحر للمحاولات الأولى في البحر والتي كتب لها عدم التوفيق بالإضافة إلى أن المسلمين يجهلون البحر الأبيض المتوسط وأهواله وعدم دراية المسلمين بما يكنه خلفه من النفوذ البيزنطي.
المهم في الأمر أن البحرية في عهد الخليفة عمر بن الخطاب كانت متواضعة لم تتعدى المحاولات الأولى التي مهدت المرحلة قادمة.

## البحرية في عهد الخليفة عثمان بن عفان
الخليفة عثمان بن عفان لم يكن في أول عهده أقل حذرا من سلفه عمر بن الخطاب في ركوب البحر الأبيض المتوسط، إذ رد على معاوية بن أبي سفيان عندما كتب إليه يستأذنه في غزو قبرص، ويعلمه قربها وسهولة الأمر فيها، فكان رده: "قد شهدت ما ورد عليك من عمر رحمه الله، حين استأمرته في غزو البحر".
مع تولي عثمان بن عفان الخلافة، واستمرار هجمات الامبراطورية البيزنطية المتكررة على المدن الساحلية في الشام ومصر واحتلالهم مدينة الاسكندرية عام (25 هـ / 645م) بقيادة مانويل الرومي - أحد أشهر القادة البحريين في الامبراطورية البيزنطية، ثم استعادة المسلمين السيطرة عليها بنفس السنة بقيادة عمرو بن العاص، الأمر الذي استلزم أن يكون هناك اجراءات جادة وحقيقية من المسلمين إن أرادوا اثبات الذات لمواجهة الخطر البيزنطي، واستغلال البحر لما له من أهمية بالغة في حياة المسلمين.
ومما يحسب لمعاوية بن ابي سفيان إدراكه لأهمية البحر ومواجهة الخطر البيزنطي، لذا بقي يلح وباستمرار على الخليفة عثمان بن عفان ويكتب إليه يستأذنه في غزو قبرص ويهون الأمر لينال الموافقة؛ إذ لابد من طاعة ولي الأمر خاصة في القيادة العسكرية، وأذن لمعاوية في عام (27هـ / 647م).
وحين أجاب الخليفة عثمان بن عفان لطلب معاوية، كانت اجابته بتحفظ إذ قال له: "فإن ركبت البحر ومعك امرأتك فاركبه مأذونا لك وإلا فلا، ولا تنتخب الناس ولا تقرع بينهم، خيرهم، فمن اختار الغزو طائعا فاحمله وأعنه". وقد نفذ معاوية أمر الخليفة وحمل معه امرأته فاختة بنت قريظة، وجماعة من الصحابة فيهم عبادة بن الصامت ومعه زوجته أم حرام وغيرهم من الصحابة.
وأقلع الأسطول من ميناء عكا بمراكب كثيرة متجها نحو جزيرة قبرص، كما سار إليها من مصر أسطول إسلامي آخر عليه سعد بن أبي سرح، فاجتمعوا عليها، فصالحهم أهلها على جزية سبعة آلاف دينار كل سنة يؤدون إلى الروم مثلها، لا يمنعهم المسلمون عن ذلك، وليس على المسلمين منعهم ممن أرادهم من ورائهم.
مما سبق يلاحظ مدى التزام الوالي بأوامر الخليفة ولعله سر النجاح، فمعاوية بن أبي سفيان استشار وطلب الإذن من الخليفة عمر بن الخطاب ولم يجبه لطلبه، فصمت سنوات حتى أفضت الخلافة لعثمان بن عفان ولم يجبه في البداية مستذكرا ومدعما رأيه برأي الخليفة السابق عمر بن الخطاب.
بدا معاوية بن ابي سفيان وعبد الله بن أبي السرح بتأسيس الاسطول الإسلامي في كل من مصر والشام وكانت أول الاجراءات لتأسيس الأسطول إعداد البنية التحتية فأعد الموانئ ورمم دار صناعة السفن في عكا وصور، وجعل من عكا مركزا للأسطول.
وكان إنشاء الأسطول الشامي بإيعاز وأمر من معاوية بن أبي سفيان لأهل السواحل - وهم اصحاب الخبرة في هذا المجال - بإصلاح المراكب والسفن بالقرب من ساحل عكا ليكون نقطة انطلاق لغزو قبرص فأصلحت المراكب وجمعت في عكا وتم الاعتماد على النواتية في إنشاء وتسيير الأسطول.
وبذلك استطاع معاوية الاستفادة من خبرة أهل السواحل الشامية في أنشاء اسطول قوي وكبير مجهز بالأسلحة والعدة، كما استفاد من خبرتهم في تسيير الاسطول وتدريب العرب على خوض غمار البحر، وأن يعد قادة من العرب يقودون عملياته ويشرفون عليه ويتولون تنظيم شؤونه ويحمون البحر، وتولى قيادة الأسطول عبد الله بن قيس الجاسي حليف بني فزارة، فغزا خمسين غزوة بين شاتية وصائفة في البحر، وكان معاوية يستخلف على صائفة البحر جنادة بن أمية الأزدي لغزو الروم.
وأصبح للعرب محطة عسكرية وقاعدة للأسطول الإسلامي في البحر الأبيض المتوسط بعد السيطرة على قبرص ومن هذه المحطة غزا مضيق القسطنطينية سنة (32 هـ / 652م).
وفي مصر وبعد موقعة الاسكندرية سنة (25هـ / 645م) بدأ المسلمون يتمرنون على ركوب البحر وبناء السفن بهدف حماية الثغور، بعد أن أذن عثمان ببناء الأسطول فبدأ عبد الله بن ابي السرح ببناء الأسطول في مصر، ولم تكن مهمة بناء الأسطول صعبة في مصر إذ كانت الاسكندرية قبيل الفتح مركزا لصناعة وبناء السفن التجارية والحربية، مع أن الحربية كانت على نوعين كبير الحجم يمكن أن يطلق عليها البوارج وتتسع السفينة الواحدة منها ألف رجل، ونوع صغير وتتسع الواحدة مائة رجل مهمتها السير السريع والالتفاف حول السفن الكبيرة، واستعان عبد الله بن أبي السرح في إنشاء وتكوين الأسطول على النواتية من القبط. وتمكن الأسطول الإسلامي بقيادة عبد الله بن أبي السرح بالتعاون مع الأسطول الشامي الانتصار على الأسطول البيزنطي في معركة ذات الصواري سنة (34هـ / 654م).

### معارك وغزوات في تأريخ البحرية الاسلامية

#### معركة الاسكندرية
تمرد جماعة من الروم من أهل الاسكندرية بعد أن فتحت صلحا سنة (21 هـ / 642م)، وارسل المتمردون إلى امبراطور بيزنطة يطلبون إليه المجيء للاستيلاء على المدينة موكدين إليه سهولة الاستيلاء عليها، لضعف حاميتها، فاستجاب الامبراطور وأمر بإعداد قوة عظيمة وكتم أمرها، وكانت السيادة البحرية آنذاك للإمبراطورية البيزنطية، في الوقت الذي لا يوجد للمسلمين سفينة واحدة تأتيهم بأنباء اسطول الروم، وما شعر المسلمين إلا والاسطول البيزنطي يدخل ميناء الاسكندرية في عدة ثلاثمائة سفينة والقى فيها مراسيه، ولم يكن في المدينة سوى ألف رجل من المسلمين للدفاع عنها، فكانت الغلبة للبيزنطيين.
ولي عمرو بن العاص قيادة الجيش، وكان يرجو مسيرة الروم إليه، وبالفعل قدم الروم مع من نقض العهد من أهل القرى التي مرو بها، وكانوا ينزلون القرية فيشربون خمورها ويأكلون أطعمتها وينهبون ما يجدونه، ولم يتعرض إليهم عمرو حتى استدرجهم إلى مدينة (نيقوس)، وهناك لقيتهم طلائع المسلمين، والتقى الجيشان واقتتلوا قتالا عنيفا، وكانت المعركة بين كر وفر إلى أن كتب للمسلمين النصر وهرب الروم إلى الاسكندرية وتبعهم الجيش الاسلامي واغلق الروم أبواب الاسكندرية واستعدوا للحصار، وشد المسلمون عليهم وكانت هزيمتهم بعد أن فتح الله عليهم، وفي هذه المعركة اضطر المسلمون لركوب البحر للدفاع عن استقلال مدينة الاسكندرية ضد الدولة البيزنطية.
ويمكن القول أن جيش المسلمين استولى على الاسكندرية صلحا بحرب برية، ثم عادت فاستولت عليها عنوة بعد أن قضت على حملة الروم البحرية سنة (25 هـ / 646م).
كانت معركة الاسكندرية ذات أثر على القوات الإسلامية، فاستفادوا كثيرا منها فأخذوا يتمرنون على ركوب البحر وبناء السفن الحماية ثغور الدولة ومحارسة وتشييد الربط والحصون.

#### معركة ذات الصواري
نتيجة لانتصارات المسلمين في البحر الأبيض المتوسط، وسيطرتهم على السواحل الشرقية للبحر، خشيت الدولة البيزنطية من تعاظم القوة البحرية الإسلامية والتي قد تشكل خطرا مباشرا على الوجود البيزنطي في المنطقة بالإضافة إلى تهديد القسطنطينية عاصمة الدولة خاصة بعد أن علم البيزنطيين أن للمسلمين أطماع لغزو القسطنطينية، وتأكدت مخاوفهم عندما أغارت بعض السفن البيزنطية على الإسكندرية وردتها سفن المسلمين بقيادة والي مصر عبد الله بن سعد بن أبي السرح، الذي تبين أنه أسس قوة بحرية تتكون من عدة سفن وجعل مركزها ميناء الاسكندرية.
لذلك فكر البيزنطيون بمواجهة القوة الإسلامية النامية في مهدها. وعندما علم الخليفة عثمان بنوايا البيزنطيين المعادية، أمر معاوية بإعداد أسطول ضخم من السفن، ويحشد الجنود والعتاد إلى جانب حشد بري ضخم تمهيدا لتسيير حملة برية بحرية لمهاجمتهم.
خرج معاوية بن أبي سفيان مع أهل الشام من دمشق سنة (34هـ - 654م) على راس حملة برية، في حين أبحرت من ميناء طرابلس قوة بحرية بقيادة بسر بن أبي أرطاة، وانضمت القوات البحرية مع الاسطول المصري بقيادة عبد الله بن سعد بن ابي السرح، واجتمع الاسطولان بساحل عكا، وانطلقا شمالا حتى وصلا الساحل الجنوبي لآسيا الصغرى، وكانت القوات البرية بقيادة معاوية قد وصلت إلى قيصرية في آسيا الصغرى. في حين خرج الإمبراطور البيزنطي من القسطنطينية على رأس اسطول ضخم بلغ عدد سفنه بين خمسمائة وألف سفينة ومركب.
والتقى الاسطولان وخشي المسلمون من أن تكون الغلبة للبيزنطيين، إذ هالهم الأسطول البيزنطي، ولم يكن قد سبق لهم أن خاضوا معركة بحرية ضد أسطول ضخم كهذا. وقد عبر أحد المقاتلين المسلمين عندما شاهد ضخامة الأسطول البيزنطي بقوله: "فالتقينا في البحر فنظرنا إلى مراكب ما رأينا مثلها قط". وكان هناك تواصل بين الطرفين لاختيار نوع القتال أفي الساحل أم في البحر، فاختار الروم البحر لاعتقادهم بأن العرب أهل بادية لا يجيدون إلا ركوب الجمل والقتال في البر، واشتبك الطرفان بأن دفع الإمبراطور المسلمين رمي السهام حتى نفذت الذخيرة من السهام، واستخدم المسلمون الرماح والحجارة واعتقد الروم أن الكفة أصبحت لصالحهم، لكن المسلمين غيروا خطة القتال فربطوا سفنهم إلى بعضها واصطفوا على ظهورها متسلحين بالسيوف والخناجر وقذفوا السفن البيزنطية بالخطاطيف والكلاليب وجذبوها إليهم، وبذلك تحولت المعركة إلى أشبه ما تكون بالمعركة البرية، وأمام هذه الخطة تحولت الكفة لصالح المسلمين بعد أن فقدت القوات البيزنطية التوازن واستغل المسلمون الفرصة وقاتلوا قتالا شديدا، وانتصروا على البيزنطيين وأصيب الإمبراطور بجراح وفر من مكان المعركة بصعوبة.
كانت هذه المعركة إحدى المعارك الحاسمة في التاريخ الإسلامي، لأنها حولت العلاقات الإسلامية البيزنطية نحو اتجاه جديد في الحوض الشرقي للبحر الأبيض المتوسط، إذ إنها عدت المدخل الذي أطل منه المسلمون على العالم كقوة بحرية منافسة في المنطقة. وكان من نتيجتها أن تخلى الإمبراطور البيزنطي، عن فكرة طرد المسلمين من الأراضي التي فتحوها في شرقي البحر الأبيض المتوسط والاكتفاء بتأمين الدفاع عن الأراضي البيزنطية في الجبهة الجنوبية من آسيا الصغرى، وضاعت من أيدي الروم آخر فرصة لاستعادة مواقعهم في الشام ومصر إذ كان اعتمادهم على التفوق والسيادة البحرية.
وبقي أن ننوه بأن سبب تسمية المعركة بذات الصواري يعود إلى كثرة عدد صواري السفن التي اشتركت في المعركة، على الرغم مما يستدل من رواية الطبري بأن ذات الصواري اسم للمكان الذي جرت فيه المعركة.

## البحرية في عهد الخليفةعلي بن ابي طالب
الكل يعلم ما حل بالدولة الإسلامية بعد وفاة الخليفة عثمان بن عفان وبوفاته انشغل المسلمون عن الفتوحات الإسلامية للمطالبة بدم عثمان وذلك من سنة (35هـ - 655م) حتى تولى معاوية بن أبي سفيان الخلافة سنة (41هـ - 662م)، إذ اهتم بإنشاء السفن الحربية ورتب الشواتي والصوافي من أجل استمرارية الحرب ضد البيزنطيين، وقام بتقوية أجهزة الدفاع والحراسة الساحلية والمناور أو المنائر أو الخطوط الممتدة على طول سواحل بلاد الشام ومصر لإنارتها ليلا أو إثارة الدخان بها نهارا لإعطاء العلم للخطر القادم من البحر.